# ICODO-prijs
De ICODO prijs is bedoeld om de aandacht te vestigen op publieke uitingen die een bijdrage leveren aan de beeldvorming over de gevolgen van georganiseerd geweld en die deze gevolgen inzichtelijk maken voor een geïnteresseerd publiek.
Het ICODO (Informatie- en Coördinatieorgaan Dienstverlening Oorlogsgetroffenen) was het steunpunt voor hulpverlening aan oorlogs- en geweldsgetroffenen. Sinds januari 2005 is ICODO opgegaan in Stichting Cogis. De werkzaamheden van Cogis vinden tegenwoordig plaats in het Arq Kenniscentrum Oorlog, Vervolging en Geweld. De prijs werd voor het eerst uitgereikt in 1997 en voor het laatst in 2004.
In 2000 werd de prijs aan twee winnaars uitgereikt: Mare Faber en Nationaal Comité 4 en 5 mei. 

## Gelauwerden
- 1999 - Theodor Holman voor Hoe ik mijn moeder vermoordde
- 2000 - Mare Faber voor  Novi Dani, nieuwe dagen; oorlog en biografie in Banja Luka, Bosnië Herzegovina
- 2000 - Nationaal Comité 4 en 5 mei voor Vrijheid geef je door, Nationaal Aandenken voor het basisonderwijs
- 2001 - Marjoleine Boonstra voor Bela, Bela – What keeps mankind alive
- 2002 - Jolande Withuis voor Erkenning
- 2003 - Jan Banning voor Sporen van oorlog
- 2004 - Jan Brokken voor Mijn kleine waanzin

Externe links
- Arq Kenniscentrum Oorlog, Vervolging en Geweld